# Nemipterus
Nemipterus – rodzaj ryb z rodziny nitecznikowatych.

## Klasyfikacja
Gatunki zaliczane do tego rodzaju:
| - Nemipterus aurifilum - Nemipterus aurora - Nemipterus balinensis - Nemipterus balinensoides - Nemipterus bathybius - Nemipterus bipunctatus - Nemipterus celebicus - Nemipterus furcosus - Nemipterus gracilis - Nemipterus hexodon - Nemipterus isacanthus - Nemipterus japonicus - Nemipterus marginatus | - Nemipterus mesoprion - Nemipterus nematophorus - Nemipterus nematopus - Nemipterus nemurus - Nemipterus peronii - Nemipterus randalli - Nemipterus tambuloides - Nemipterus theodorei - Nemipterus thosaporni - Nemipterus virgatus - Nemipterus vitiensis - Nemipterus zysron |

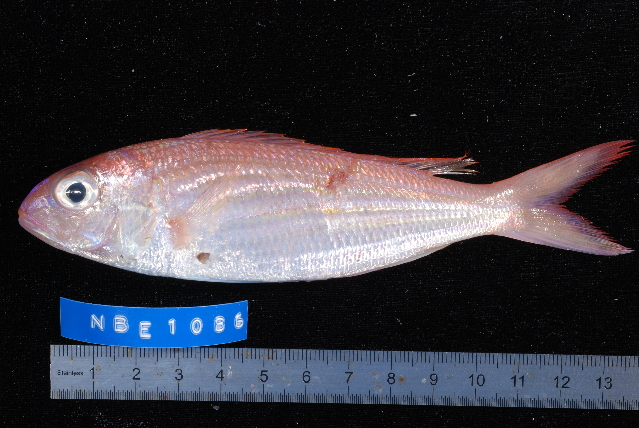
Nemipterus bipunctatus
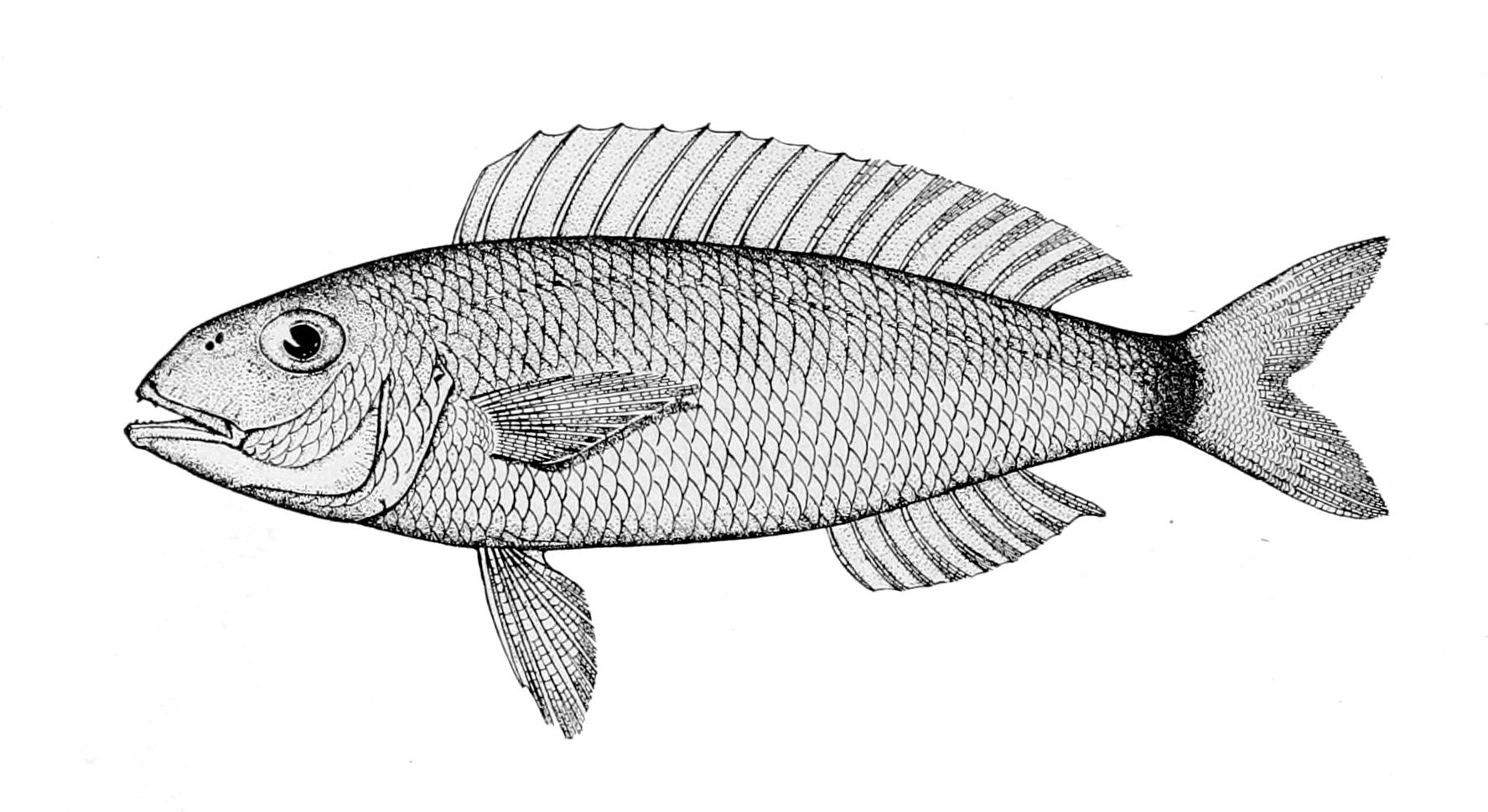
Nemipterus furcosus
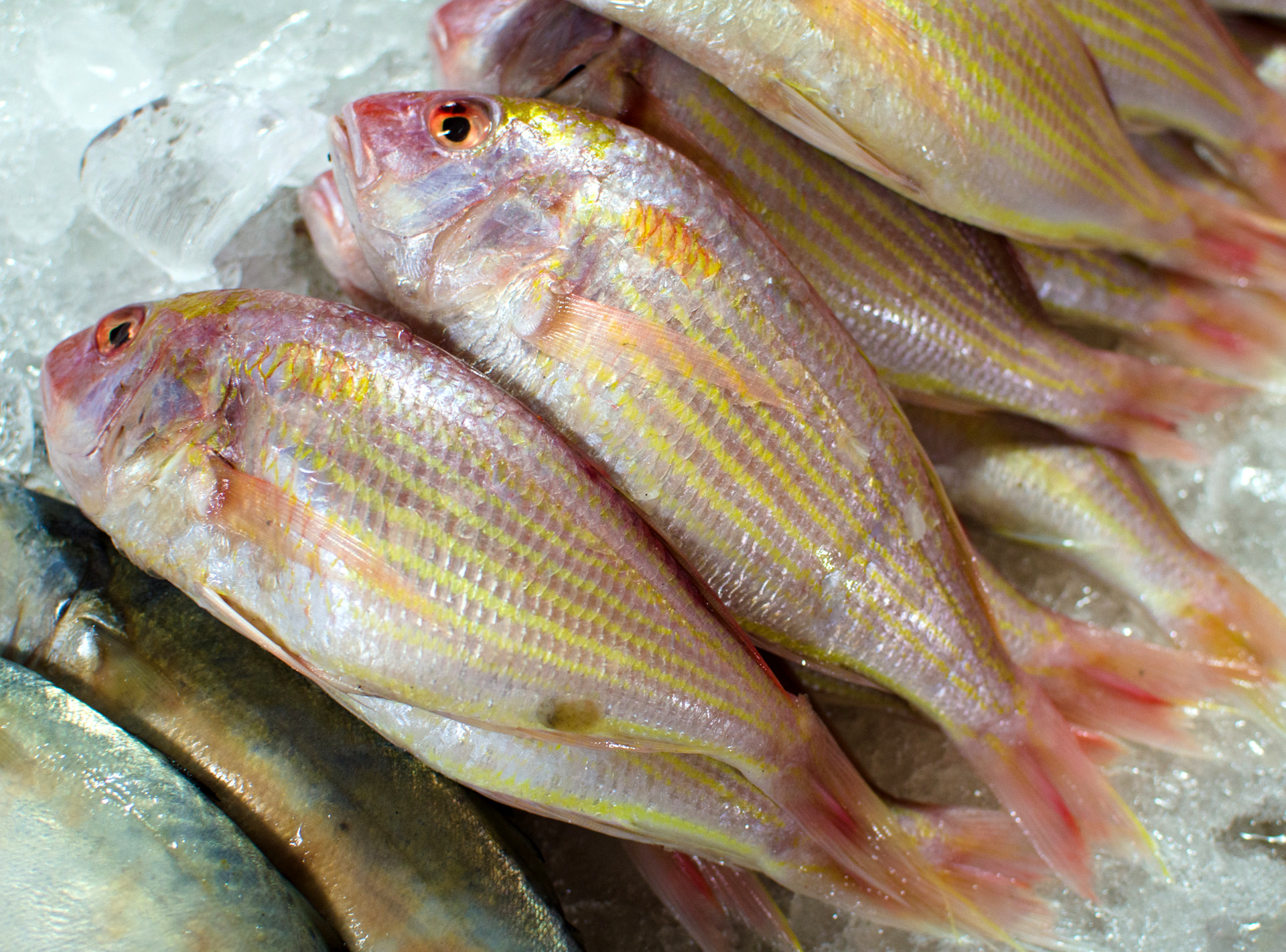
Nemipterus hexodon
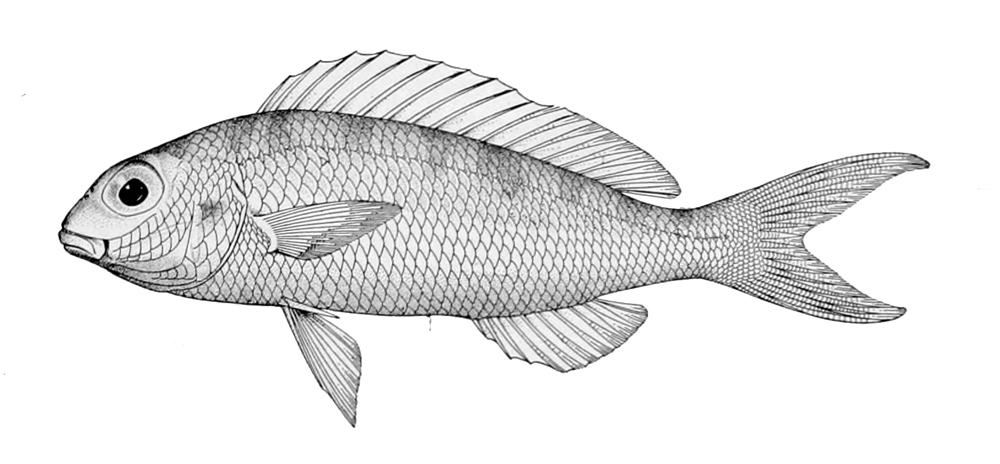
Nemipterus japonicus
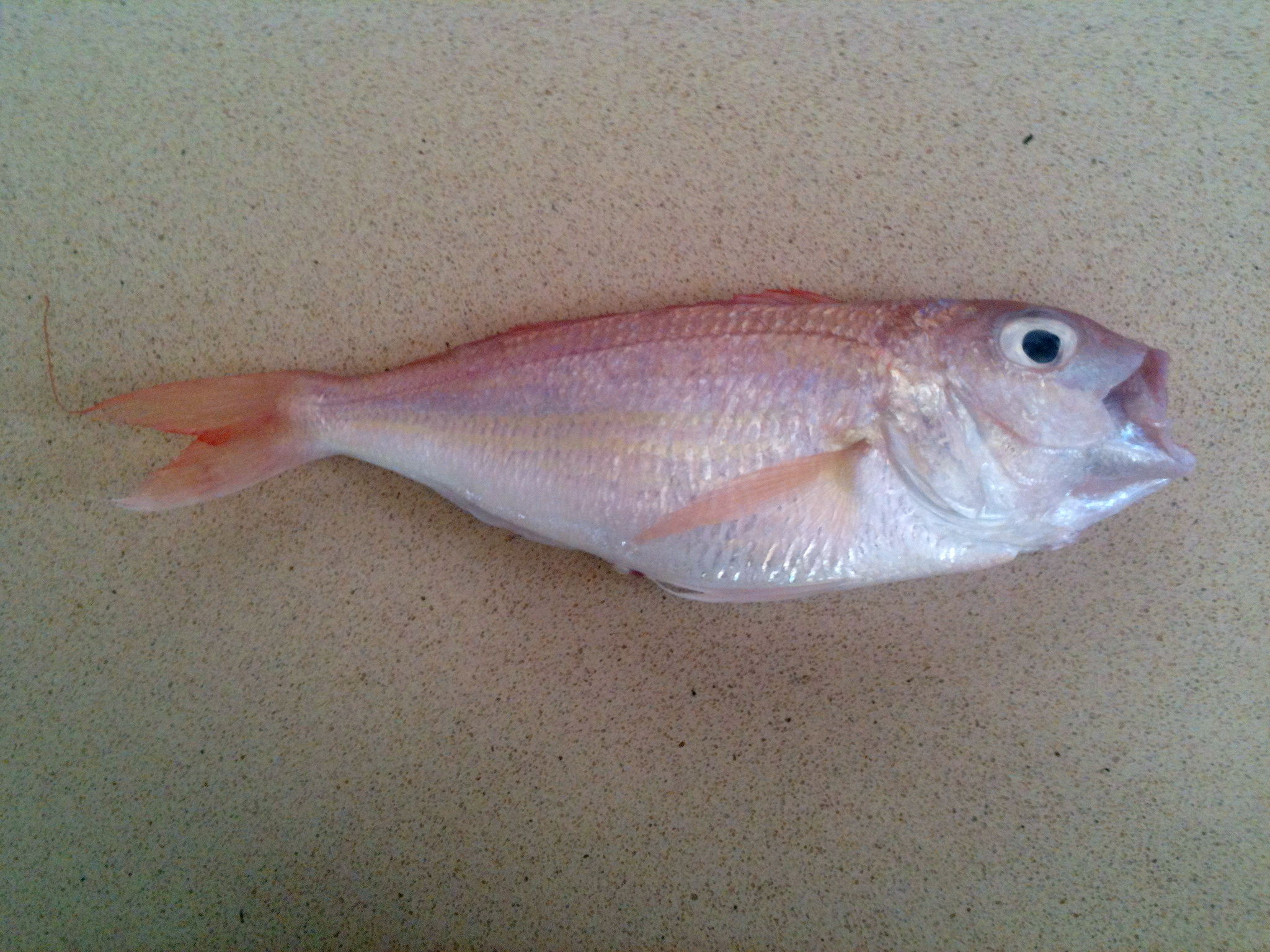
Nemipterus randalli
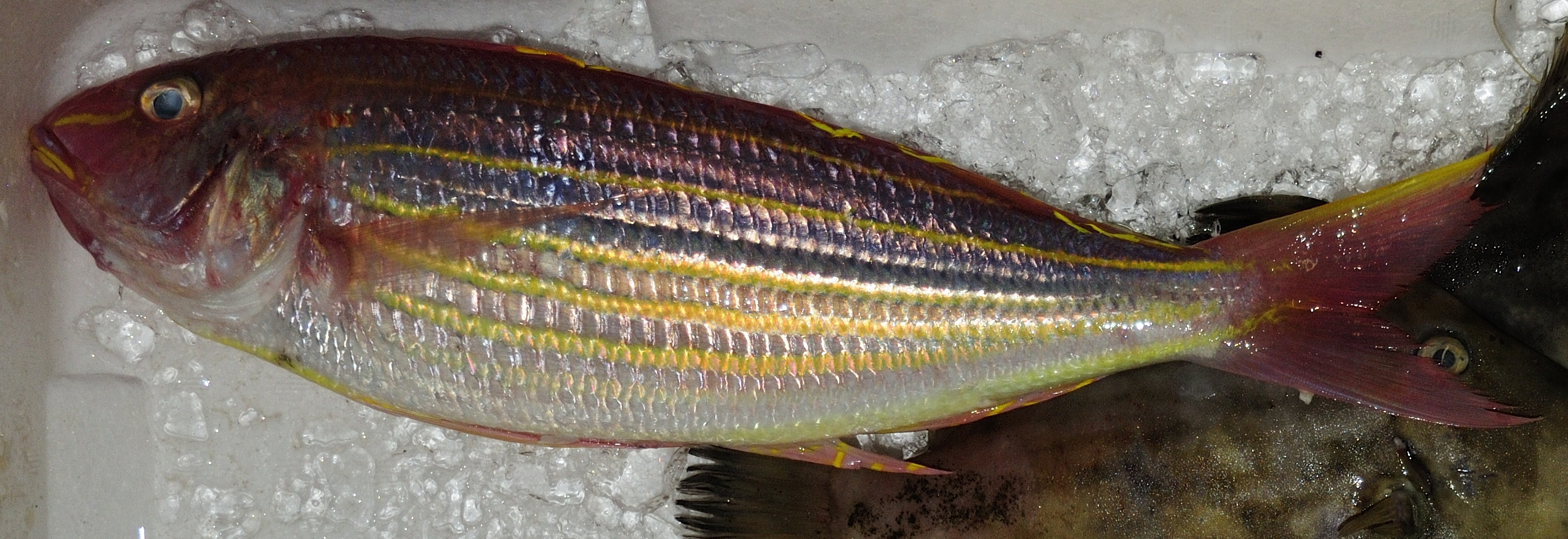
Nemipterus tambuloides